# اندیس مس تیلوئی
مس تیلوئی یک اندیس فلزی است که در  استان سیستان و بلوچستان قرار دارد و مادهٔ معدنی موجود در آن، مس است. سنگ میزبان این اندیس سنگهای ولکانیکی است و دیرینگی آن به دوران ائوسن می‌رسد.